# Hassi R'Mel
Hassi R'Mel   este un oraș  în partea central-nordică a Algeriei, în provincia Laghouat. Ses situează la o distanță de 60 km NV de Ghardaïa. Principala sa bogăție o reprezintă zăcămintele de gaze naturale descoperite în 1956 de către francezi, alături de cele de petrol de la Hassi Messaoud. De aici pornesc conducte spre Arzew, Alger și Skikda.